# 2-oksokiselina reduktaza
2-oksokiselina reduktaza (EC 1.1.99.30, (2R)-hidroksikarboksilat-viologen-oksidoreduktaza, HVOR) je enzim sa sistematskim imenom (2R)-hidroksi-karboksilat:akceptor oksidoreduktaza. Ovaj enzim katalizuje sledeću hemijsku reakciju
(2)-hidroksi-karboksilat + akceptor {\displaystyle \rightleftharpoons } 2-okso-karboksilat + redukovani akceptor
Ovaj enzim sadrži  i mononukleotidni molibdenski (piranopterinski) kofaktor. On ima široku supstratnu specifičnost, koja obuhvata 2-okso-monokarboksilate i 2-okso-dikarboksilate. Molekuli sa grananjem u C-3 poziciji nisu podložni dejstvu ovog enzima. Kiseonik inaktivira enzim iz Proteus sp..

## Literatura
- Nicholas C. Price; Lewis Stevens (1999). Fundamentals of Enzymology: The Cell and Molecular Biology of Catalytic Proteins (Third изд.). USA: Oxford University Press. ISBN 019850229X.
- Eric J. Toone (2006). Advances in Enzymology and Related Areas of Molecular Biology, Protein Evolution (Volume 75 изд.). Wiley-Interscience. ISBN 0471205036.
- Branden C; Tooze J. Introduction to Protein Structure. New York, NY: Garland Publishing. ISBN 0-8153-2305-0.
- Irwin H. Segel. Enzyme Kinetics: Behavior and Analysis of Rapid Equilibrium and Steady-State Enzyme Systems (Book 44 изд.). Wiley Classics Library. ISBN 0471303097.

## Spoljašnje veze
- 2-oxo-acid+reductase на 